# Myrmica pharaonis
Monomorium pharaonis là một loài kiến nhỏ (2 mm) màu vàng hay nâu nhạt, nổi danh là một loài gây hại trong nhà, nhất là trong bệnh viện. Dù không rõ nguồn gốc, loài kiến này nay đã lan rộng đến hầu hết ngõ ngách của thế giới, gồm châu Âu, châu Mỹ, châu Úc và Đông Nam Á.
Bầy của loài này có nhiều kiến chúa, tạo ra sự tương tác cấp bậc và tình trạng bầy đặc biệt. Điều này cũng cho phép một bầy nhanh phân tách ra nhiều bầy.
Dù là sinh vật nhiệt đới, M. pharaonis có thể sinh sôi ở bất kì ngôi nhà nào miền ôn đới miễn là có hệ thống làm ấm trong nhà.